# Aktobe (tỉnh)
Aktobe (Kazakhstan: Ақтөбе облысы, Aqtobe oblısı, اقتوبە وبلىسى) là một tỉnh của nước cộng hoà Kazakhstan, thủ phủ là thành phố Aktobe, đồng thời là đô thị lớn nhất tỉnh, với dân số 340.000 người (chiếm hơn 50% dân số tỉnh Aktobe). Toàn tỉnh có 678.900 người, với diện tích đạt 300.600 km2, là tỉnh lớn thứ hai của Kazakhstan, sau tỉnh Karagandy. Aktobe có chung đường biên giới với tỉnh Orenburg của Cộng hòa Liên bang Nga ở phía bắc và tỉnh Qaraqalpaqstan của Cộng hòa Uzbekistan ở phía nam. Ngoài ra Aktobe còn giáp với 6 tỉnh khác của Kazakhstan: về phía tây giáp với tỉnh Tây Kazakhstan, Atyrau và Mangistau; về phái đông giáp với các tỉnh Kostanay, Karagandy và Kyzylorda. Sông Ilek, một nhánh của sông Ural, chảy qua địa bàn tỉnh.

## Tên gọi
Cái tên Aktobe có nguồn ngóc trừ tiếng Kazakh "Ақ" (màu trắng) and "төбе" (ngọn đồi), có nghĩa là ngọn đồi hay ngọn núi màu trắng. Có thể rằng những người định cư đầu tiên ở vùng đất này đã trong thấy những ngọn núi tuyết phủ xa xa về phía bắc từ nơi họ định cư.

## Nhân khẩu
Theo điều tra dân số quốc gia năm 2009, dân số của Aktobe là 779.542 người, trong đó có 407.217 là phụ nữ và 372.325 là nam giới. Người Kazakhs - 614.961 người chiếm 79%, không giống những tỉnh khác của trong nước, cộng đồng người Kazakhs chiếm đa số áp đảo. Ngoài ra trong tỉnh còn có người Nga, Tatars, Ukraina, Đức, Hàn Quốc, Moldavians, người Do Thái, Armenia, Chechnya và một số dân tộc khác trong tỉnh.

## Hành chính
Tỉnh Aktobe được chia thành 12 huyện và thành phố trực thuộc.
1. Huyện Alga với trung tâm hành chính là thị trấn Alga
2. Huyện Ayteke Bi trung tâm là Komsomol
3. Huyện Bayganin trung tâm là Karauilkeldy
4. Huyện Kargaly trung tâm là Badamsha
5. Huyện Khromtau trung tâm là Khromtau
6. Huyện Kobda trung tâm là Kobda
7. Huyện Martuk trung tâm là Martuk
8. Huyện Mugalzhar trung tâm là Kandyagash
9. Huyện Oiyl trung tâm là Oiyl
10. Huyện Shalkar trung tâm là Shalkar
11. Huyện Temir trung tâm là Temir
12. Huyện Yrgyz trung tâm là Yrgyz

Có 8 địa phương của tỉnh Aktobe có thị trấn: Aktobe, Alga, Embi, Kandyagash, Khromtau, Shelkar, Temir, và Zhem. Có 2 địa phương là đô thị: Shubarkuduk và Shubarshi.